# Amygdala
Amygdala, il cui vero nome è Aaron Helzinger, è un personaggio fumetti della DC Comics e saltuario nemico di Batman. Ha delle facoltà mentali ridotte, è incline a scoppi di violenza e possiede una superforza dovuta ad alcuni esperimenti medici condotti sul suo cervello, principalmente dediti a rimuovere la sua amigdala.
Come dimostrato dalla Sindrome di Klüver-Bucy, gli individui con un'amigdala lesionata, nella vita reale, sperimentano una gamma di emozioni, inclusa la rabbia, ma frequentemente a causa di stimoli errati.

## Biografia del personaggio
Anatomicamente, ci si riferisce all'amigdala come ad un fascio di cellule nervose nel cervello che controllano le associazioni emozionali di vari tipi. L'amigdala di Herzinger fu rimossa nel tentativo di curarlo dalla sua furia omicida (si pensa da un medico che non capì la differenza tra amigdala ed ipotalamo). Questa procedura incrementò la rabbia di Amygdala e risultò nell'opposto del risultato previsto dalla procedura. Facilmente guidato dalla sua natura infantile, Amygdala fu il burattino di numerosi nemici di Batman, ma quando viene appropriatamente curato, si dimostra molto docile.
Amygdala comparve per la prima volta in Shadow of the Bat n. 3 (agosto 1992), durante la storia divisa in quattro Batman: The Last Arkham che cominciò una nuova linea di fumetti. Nel numero, Amygdala fu costretto ad attaccare Batman dall'impazzito Jeremiah Arkham. Batman riuscì a sconfiggerlo, ma dovette vedersela contro molti più nemici.
Amygdala comparve poi nella seconda parte della storia di un anno Batman: Knightfall, che vide anche il ritorno di tutti gli altri criminali di Batman: The Last Arkham, più in particolare di Mister Zsasz e Jeremiah Arkham. In Knightfall, Amygdala fu liberato dal Manicomio Arkham da Bane insieme a numerosi altri internati e fu presto sotto il controllo del Ventriloquo. Batman intercettò il Ventriloquo, ma fu subito attaccato da Amygdala. Quando il Ventriloquo scappò, Batman sconfisse Amygdala ancora una volta e il personaggio non ricomparve più in Knightfall.
Fu spesso rilasciato in libertà in numerose occasioni, dove fu visto come alleato di Dick Grayson (Nightwing, il primo Robin). Visse nell'appartamento del supereroe e lavorò come custode nella prigione di Lockwood. Quando Blockbuster fu in procinto di spezzare Nightwing, fisicamente e mentalmente, fece saltare in aria l'appartamento di Grayson con Amygdala all'interno. Amygdala sopravvisse, ma rimase traumatizzato dalla morte del suo amico.
Nella storia di Crisi infinita, Amygdala fu tra i criminali che si allearono con la Società segreta dei supercriminali di Alexander Luthor Jr.. Fu recentemente visto nella mini-serie del 2008 Gotham Underground, mentre beveva nell'Iceberg Lounge del Pinguino.

## Poteri e abilità
Amygdala è un uomo enorme con la forza e la resistenza di notevoli livelli. La sua instabilità emotiva e la rabbia esplosiva incrementano tali caratteristiche a livelli sovrumani, rendendolo incline a scoppi improvvisi di violenza indicibile, senza le restrizioni solite della consapevolezza di un individuo.

## Altre versioni
Nella storia di Elseworld, Batman: Crimson Mist, Amygdala ebbe un cameo durante gli assalti del Batman vampiro al Manicomio Arkham. Fu ucciso e quindi decapitato dal Batman vampiro.

## Altri media

### Televisione
- Amygdala comparve nell'episodio Il Gatto e il Canarino, della serie animata Justice League Unlimited. Fu visto nel Meta-Brawl di Roulette.
- Aaron Helzinger compare in alcuni episodi della seconda stagione di Gotham, interpretato da Stink Fisher.